# 博加
博加（法語：Beaugas）是法国洛特-加龙省的一个市镇，位于该省中北部，属于洛特河畔新城区。该市镇总面积22.48平方公里，2009年时的人口为347人。

## 人口
博加人口变化图示